# Nino Valeri
Nino Valeri (28 de abril de 1897-26 de abril de 1978) fue un historiador italiano.

## Biografía
Nino Valeri nació en Padua.  Su padre, Silvio Valeri, era farmacéutico. Su tío, Diego Valeri (1887-1976), se había ganado una reputación en Italia como poeta, erudito literario y traductor.   Otro tío fue el pintor Ugo Valeri. 
Nino Valeri trabajó como profesor de historia en las universidades de Catania, Trieste y Roma, donde asumió su cátedra de historia contemporánea de Federico Chabod. En 1957 se convirtió en miembro correspondiente de la Academia de Ciencias de Turín, y en 1962 de la  Accademia dei Lincei con sede en Roma.   Escribió varios ensayos sobre temas de historia medieval, historia italiana e historia moderna / contemporánea. Particularmente notables entre sus libros son sus obras sobre Giovanni Giolitti (1971) y sobre el conflicto político en Italia entre 1860 y 1925 ("La lucha política en Italia desde la unidad hasta 1925" , 1945). Contribuyó a varias publicaciones periódicas y revistas académicas, como el Nuova Rivista Storica.   También se hizo cargo de las intercalaciones de "Historia de Italia" ( "Historia de Italia" ) y "The New Society en Italia" ( "La vida social de la Nueva Italia" ) producidos por el UTET (editorial) en Turín.

## Publicaciones
- Campanella. Roma, Formiggini, 1931.
- Pietro Verri. Milano, A. Mondadori, 1937.
- L'eredità di Giangaleazzo Visconti. Torino, Società Poligrafica Editrice, 1938.
- La vita di Facino Cane. Torino, Società Subalpina Editrice, 1940.
- La libertà e la pace : orientamenti politici del Rinascimento italiano. Torino, Società subalpina, 1942.
- La lotta politica in Italia dall'unità al 1925 : idee e documenti. Firenze, Le Monnier, 1945.
- L'Italia nell'età dei principati : dal 1343 al 1516. Milano, A. Mondadori, 1949.
- Lezioni di storia moderna intorno ad alcuni scrittori politici italiani dal Risorgimento al fascismo. Milano. Ed. La Goliardica, 1953.
- Guelfi e ghibellini a Milano alla scomparsa di Giangaleazzo Visconti. Milano, Ed. La Goliardica, 1955.
- Lezioni di storia moderna : appunti intorno alla crisi del primo dopoguerra. Milano, La Goliardica, Edizioni universitarie, 1955.
- Da Giolitti a Mussolini : momenti della crisi del liberalismo. Firenze, Parenti, 1956.
- Figure e momenti del Rinascimento italiano : lezioni di storia moderna dell'anno 1957-58. Roma, Tip. Marces, 1957.
- Le origini dello Stato moderno in Italia (1328-1450), (Estr. da: Storia d'Italia). Torino, UTET, 1959.
- Storia d'Italia : il medioevo, (Estr. da: Storia d'Italia, N. Valeri ed altri). Torino, UTET, 1959.
- Lezioni sull'antifascismo, (N. Valeri ed altri). Bari, Laterza, 1960.
- Trent'anni di storia politica italiana, 1915-1945, (N. Valeri ed altri). Torino, ERI, 1962.
- D'Annunzio davanti al fascismo. Firenze, Le Monnier, 1963.
- Giovanni Giolitti. Torino, UTET, 1971
- Tradizione liberale e fascismo. Firenze, Le Monnier, 1971.
- Turati e la Kuliscioff. Firenze, Le Monnier, 1974
- Dalla Belle epoque al fascismo : momenti e personaggi. Bari, Laterza, 1975.
- Pagine recuperate. (A cura di Giulio Cervani). Udine, Del Bianco, 1998.

- Campanella. Roma, Formiggini , 1931.
- Pietro Verri. Milán, A. Mondadori , 1937.
- El legado de Giangaleazzo Visconti . Turín, Poligrafica Editrice, 1938.
- La vida de Facino Cane. Turín, Subalpine Publishing Company, 1940.
- Libertad y paz: orientaciones políticas del Renacimiento italiano. Turín, Sociedad Subalpina, 1942.
- La lucha política en Italia desde la unidad hasta 1925: ideas y documentos. Florencia, Le Monnier , 1945.
- Italia en la era de los principados: de 1343 a 1516. Milán, A. Mondadori, 1949.
- Lecciones de historia moderna sobre algunos escritores políticos italianos desde el Risorgimento hasta el fascismo. Milán. Ed. La Goliardica, 1953.
- Guelphs y Ghibellines en Milán por la desaparición de Giangaleazzo Visconti. Milán, Ed. La Goliardica, 1955.
- Lecciones de historia moderna: notas sobre la crisis de posguerra. Milán, La Goliardica, ediciones universitarias, 1955.
- De Giolitti a Mussolini: momentos de la crisis del liberalismo. Florencia, Parenti, 1956.
- Figuras y momentos del Renacimiento italiano: lecciones de historia moderna del año 1957-58. Roma, Tip. Marces, 1957.
- Los orígenes del estado moderno en Italia (1328-1450), (Extracto de: Historia de Italia). Turín, UTET , 1959.
- Historia de Italia: la Edad Media, (Extracto de: Historia de Italia, N. Valeri y otros). Turín, UTET, 1959.
- Conferencias sobre antifascismo, (N. Valeri et al.). Bari, Laterza , 1960.
- Treinta años de historia política italiana, 1915-1945 , (N. Valeri y otros). Turín, ERI , 1962.
- D'Annunzio antes del fascismo. Florencia, Le Monnier, 1963.
- Giovanni Giolitti . Turín, UTET, 1971
- Tradición liberal y fascismo. Florencia, Le Monnier, 1971.
- Turati y el Kuliscioff. Florencia, Le Monnier, 1974.
- De la Belle Epoque al fascismo: momentos y personajes. Bari, Laterza, 1975.
- Páginas recuperadas. (Por Giulio Cervani). Udine, Del Bianco, 1998.